# Wilhelm Meister

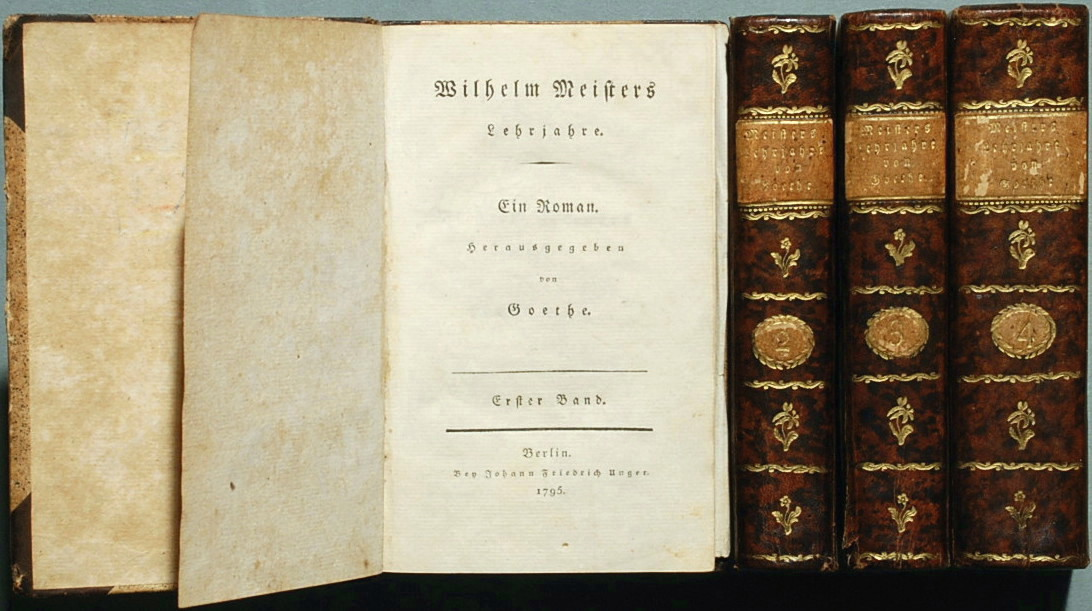
Wilhelm Meisters Lehrjahre. Ein Roman. Herausgegeben von Goethe. Erster – Vierter Band; Erstdrucke

Wilhelm Meister ist der Name des Titelhelden von Johann Wolfgang von Goethes folgenden Romanen:
- Wilhelm Meisters theatralische Sendung („Urmeister“), ab 1776, im Druck 1911
- Wilhelm Meisters Lehrjahre, erschienen 1795/96
- Wilhelm Meisters Wanderjahre, ab 1807, im Druck 1821, erweiterte Fassung 1829

Während in der theatralischen Sendung das Schwergewicht noch darauf liegt, dass Wilhelm Meister als „deutscher Shakespeare“ das deutsche Theater begründen soll, steht in den Lehrjahren und den Wanderjahren der Bildungsaspekt im Vordergrund. Wilhelm muss Lehr- und Wanderjahre durchlaufen, um am Ende dieser Bildungsromane als Arzt dazustehen, der mit seinem Beruf in der Welt tätig wird. Diese Emanzipation des Bürgers im Sinne eines Reifungsprozesses durch Bildung und Arbeit wird abgesetzt von der Aristokratie, wo die Persönlichkeit auf ererbter herrschaftlicher Herkunft beruht.